# Яхники
Я́хники (укр. Яхники) — село в Яхниковском сельском совете (Лохвицкий район, Полтавская область, Украина).
Код КОАТУУ — 5322688401. Население по переписи 2001 года составляло 1339 человек.
Является административным центром Яхниковского сельского совета, в который, кроме того, входят сёла
Закроиха,
Романиха и
Шмыгли.

## Географическое положение
Село Яхники находится на берегу реки Лохвица,
выше по течению на расстоянии в 1 км расположено село Шмыгли,
ниже по течению на расстоянии в 5 км расположено село Безсалы.

## История
- 1650 — дата основания как село Ивахники.
- 1920 — переименовано в село Яхники.

## Экономика
- Молочно-товарная ферма.
- Кооператив «Дружба».

## Объекты социальной сферы
- Школа.
- Специальная школа-интернат для детей, которые требуют коррекции в умственном развитии.
- Больница.

## Археология
В 1905 году близ села Ивахники в районе реки Сула был найден клад. Сокрытие Ивахниковского клада произошло, скорее всего, около 830—840 годов, как следствие появления новых кочевых племён древних мадьяр на южной границе лесостепной зоны.

## Известные люди
- Дьяченко, Никита Андреевич (1809—1877) — украинский математик